# The Lord of the Rings: Tactics
 The Lord of the Rings: Tactics  — это тактическая ролевая игра для игровой приставки PlayStation Portable. Игра сделана по мотивам кинотрилогии Властелин колец. Tactics была выпущена студией Electronic Arts 8 ноября 2005 года на UMD, и 30 сентября 2009 года в PlayStation Store.

## Геймплей
Особенностью игры является зона контроля. Зона контроля означает, что если персонаж игрока рядом, на площади соперника по сетке, он должен остановиться и сражаться. При использовании зоны контроля, в сочетании с одновременным движением, игрок может обойти противника.

Игрок получает в конечном итоге контроль над несколько героями, которые постепенно становятся более мощными. Это сочетается с числом воинов. Пользователь может играть в качестве героев добра или зла.

## Отзывы
| Сводный рейтинг | Сводный рейтинг |
| Агрегатор       | Оценка          |
| --------------- | --------------- |
| GameRankings    | 64,72 %         |

Lord of the Rings: Tactics получила оценку 6.5 от Gamespot и 7.7 от IGN.